# Battaglia di Nissa (1443)
La battaglia di Nissa (inizio novembre 1443) vide i crociati guidati da Giovanni Hunyadi e Đurađ Branković catturare la roccaforte ottomana di Niš in Serbia e sconfiggere tre eserciti dell'Impero ottomano. La battaglia di Niš faceva parte della spedizione di Hunyadi conosciuta come la lunga campagna. Hunyadi, a capo della prima linea, attraversò i Balcani attraverso la Porta di Traiano, catturò Niš, sconfisse tre pascià turchi e, dopo aver preso Sofia, si unì all'esercito reale e sconfisse il sultano Murad II a Snaim (Kustinitza). L'impazienza del re e la rigidità dell'inverno lo costrinsero poi (nel febbraio 1444) a tornare in patria, ma non prima di aver completamente infranto il potere del Sultano in Bosnia, Erzegovina, Serbia, Bulgaria e Albania.

## Contesto
Nel 1440 Giovanni Hunyadi divenne il fidato consigliere e il soldato più stimato del re Ladislao III di Polonia. Hunyadi fu ricompensato con il capitanato della fortezza di Belgrado e fu incaricato nelle operazioni militari contro gli ottomani. Il re Ladislao riconobbe i meriti di Hunyadi concedendogli proprietà nell'Ungheria orientale. Hunyadi dimostrò presto una straordinaria capacità di schierare le sue difese con le limitate risorse a sua disposizione. Vinse a Semendria su Isak-Beg nel 1441. Non lontano da Nagyszeben in Transilvania annientò una forza ottomana e recuperò per l'Ungheria la sovranità della Valacchia. L'esercito crociato era composto da 25 000 o più truppe e 600 carri da guerra.  Hunyadi prese 12 000 cavalieri per localizzare e sconfiggere Kasim Pasha mentre Władysław e Brankovic furono lasciati nel campo con i carri da guerra.

## Battaglia
La battaglia per Nissa non fu un'unica battaglia, ma cinque diverse battaglie. Il primo scontro in battaglia avvenne contro una piccola guarnigione a Niš e la cattura, il saccheggio e l'incendio della città da parte dei crociati. Questa fu seguita da tre diverse battaglie contro tre diversi eserciti ottomani che avanzavano su Niš. Ci fu infine una battaglia contro i resti dei tre eserciti ottomani.
L'ultima battaglia ebbe luogo nella pianura tra Bolvani e Niš il 3 novembre 1443. Le forze ottomane erano guidate da Kasim Pasha, il beglerbeg di Rumelia, Turakhan Beg e Isak-Beg. Dopo la sconfitta ottomana, le forze in ritirata di Kasim Pasha e Turakhan Beg bruciarono tutti i villaggi tra Niš e Sofia. Le fonti ottomane spiegano che la sconfitta ottomana sia dovuta alla mancanza di cooperazione tra i diversi eserciti ottomani guidati da comandanti diversi.

## Conseguenze
Secondo lo storico Calcondila, "stanchi dopo che Hunyadi costrinse gli ottomani a ritirarsi nei Balcani nel 1443, i vecchi signori si affrettarono da tutte le parti a riprendere possesso dei campi dei loro padri". Uno di loro era Giorgio Castriota Scanderbeg che abbandonò l'esercito ottomano insieme a suo nipote Hamza Castriota e 300 fedeli albanesi e dopo aver catturato Krujë iniziò una lotta di venticinque anni contro l'Impero ottomano.
Murad II firmò un trattato per dieci anni e abdicò in favore del figlio Mehmed II. Quando la pace fu rotta l'anno successivo, Murad tornò nei Balcani e vinse la battaglia di Varna nel novembre 1444.